# Plataforma partidária
Uma plataforma ou programa de partido político é um conjunto formal de objetivos principais que são apoiados por um partido político ou candidato individual, a fim de atrair o público em geral, com o objetivo final de angariar o apoio do público em geral e votos sobre tópicos ou questões complicadas. "Tábua" é o termo frequentemente dado aos componentes da plataforma política - as opiniões e pontos de vista sobre tópicos individuais, conforme defendidos por um partido, pessoa ou organização. A palavra "prancha" representa um componente de uma plataforma política geral, como uma referência metafórica a um palco básico feito de pranchas ou pranchas de madeira. A metáfora pode retornar à sua origem literal quando falar em público ou debates são realmente realizados em uma plataforma física.
Uma plataforma partidária às vezes é chamada de manifesto  ou plataforma política. Em todo o mundo ocidental, os partidos políticos têm grande probabilidade de cumprir suas promessas eleitorais.

## Origens
O primeiro uso conhecido da palavra plataforma foi em 1535. A plataforma palavra vem do francês médio plate-forme, que significa literalmente "forma plana". O significado político da palavra para refletir "declaração da política partidária" é de 1803, provavelmente originalmente uma imagem de uma plataforma literal na qual os políticos se reúnem, se posicionam e fazem seus apelos.

## Plataformas de preenchimento
Um estudo de 2017 no American Journal of Political Science que analisou 12 países (Áustria, Bulgária, Canadá, Alemanha, Irlanda, Itália, Holanda, Portugal, Espanha, Suécia, Reino Unido e Estados Unidos) concluiu que os partidos políticos no governo cumprem sua eleição promete aos eleitores em uma extensão considerável. O estudo determinou que:
Os partidos que ocupam cargos executivos após as eleições geralmente cumprem porcentagens substanciais, às vezes porcentagens muito altas, de suas promessas eleitorais, enquanto os partidos que não ocupam cargos executivos geralmente descobrem que percentagens menores de suas promessas são cumpridas. O cumprimento das promessas dos partidos executivos do governo varia entre os governos de maneiras que refletem acordos de divisão de poder. O principal arranjo de compartilhamento de poder que impacta o cumprimento de promessas distingue entre governos de partido único e coalizões, não entre governos com e sem maiorias legislativas. Encontramos as maiores porcentagens de cumprimento de promessas para partidos governantes no Reino Unido, Suécia, Portugal, Espanha e Canadá, a maioria dos quais governados por executivos de partido único. Encontramos porcentagens mais baixas para partidos governantes na Alemanha, Holanda, Áustria, Bulgária, Irlanda e Itália, a maioria dos quais governados em coalizões. O cumprimento das promessas pelos partidos presidenciais dos EUA está na extremidade superior dos governos de coalizão, o que sugere que os presidentes dos EUA são mais limitados do que os partidos governantes em sistemas parlamentares de partido único, mas menos restritos do que a maioria dos partidos governantes em coalizões multipartidárias.
Outra pesquisa nos Estados Unidos sugere que Partido Democrático e Partido Republicano congressistas votaram de acordo com suas respectivas plataformas de partido 74% e 89% do tempo, respectivamente.

## Plataformas políticas famosas
- Tamworth Manifesto em 1834, um manifesto político emitido por Sir Robert Peel, 2º Baronete, em uma corrida às eleições gerais britânicas de 1835 que estabeleceu os princípios sobre os quais o Partido Conservador moderno foi fundado a partir do antigo Partido Conservador.
- New Deal de Franklin Roosevelt 1932
- A plataforma do Partido Democrático dos Estados Unidos de 1948, incluindo direitos civis
- O Livro Vermelho do Partido Liberal do Canadá de 1993
- O Contrato Republicano do Congresso de 1994 com a América
- Plano de 100 horas do Partido Democrático dos Estados Unidos em 2006

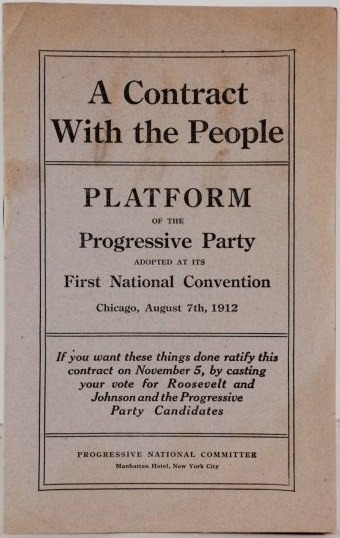
Exemplo de uma plataforma impressa em formato de panfleto: a Plataforma do Partido Progressista dos EUA de 1912